# Very Together
Very Together è una compilation dei Beatles pubblicata nel 1969. Nonostante quanto riportato in copertina, è un album di Tony Sheridan con i Beatles come gruppo di accompagnamento. Contiene materiale risalente a quando ancora si facevano chiamare Beat Brothers e accompagnavano il cantante Tony Sheridan.

## Storia
Pubblicato solo in Canada dalla Polydor Records (num. cat. 242008) nel novembre 1969, il disco, sebbene pubblicato ufficialmente, non fu autorizzato dagli artisti stessi o dalla loro casa discografica.

## Copertina
L'album deve la sua fama principalmente alla copertina, dove compaiono inserite in un candelabro quattro candele a cui una è stata spenta la fiamma. Nel 1969, si era all'apice della diffusione della leggenda "Paul Is Dead", e tale misteriosa copertina venne interpretata come un ennesimo indizio. In quest'ottica le quattro candele simbolizzerebbero i quattro Beatles, e la candela smorzata sarebbe il Beatle morto (Paul).

## Brani
I brani contenuti nell'album sono gli stessi dell'album The Beatles' First uscito in Europa nel 1964 e dell'americano In the Beginning (Circa 1960) pubblicato l'anno successivo.

## Tracce
Lato 1
1. Ain't She Sweet (Milton Ager & Jack Yellen) – 2:10 (John Lennon voce)
2. Cry for a Shadow (George Harrison & John Lennon) – 2:22 (strumentale)
3. Let's Dance (Lee) – 2:32 (Tony Sheridan & The Beat Brothers)
4. My Bonnie (traditional) – 2:06
5. Take Out Some Insurance On Me, Baby (Hall/Singleton) – 2:52
6. What'd I Say (Ray Charles) – 2:37 (Tony Sheridan & The Beat Brothers)

Lato 2
1. Sweet Georgia Brown (Bernie, Casey, Pinkard) – 2:03
2. When the Saints Go Marching In (traditional) – 3:19
3. Ruby Baby (Jerry Leiber e Mike Stoller) – 2:48 (Tony Sheridan & The Beat Brothers)
4. Why (Compton/Sheridan) – 2:55
5. Nobody's Child (traditional) – 3:52
6. Ya Ya (Lee Dorsey/Robinson) – 2:48 (Tony Sheridan & The Beat Brothers)

## Musicisti
- Tony Sheridan: voce in tutti i brani eccetto Ain't She Sweet